# Katy Sealy
Katy Sealy (Portsmouth, 15 de outubro de 1990) é uma atleta internacional de Belize. Ela foi criada em Suffolk, na Inglaterra, mas se qualifica para Belize porque seu pai nasceu lá. Ela morava em Bawdsey.
Sealy foi uma heptatleta nos Jogos da Commonwealth de Glasgow, em 2014, e foi a porta-bandeira de Belize. Ela também competiu como heptatleta nos Jogos da Commonwealth de 2018 em Gold Coast, Austrália.
Apesar de já ter sido campeã da América Central de heptatlo, ela não se classificou para o heptatlo nos Jogos Olímpicos de Verão de 2016 no Rio de Janeiro. Sealy, no entanto, recebeu um convite de universalidade pela IAAF para competir em 100 metros com barreiras, onde encerrou na sétima posição em sua bateria na fase inicial. Ela estabeleceu uma série de recordes atléticos de Belize, incluindo 800 metros indoor, salto em altura e lançamento de dardo.